# Robert Wilson Hamilton
Pour les articles homonymes, voir Robert Hamilton et Hamilton.
 (décembre 2022).
Robert Wilson Hamilton, né vers 1820 et mort le 9 août 1904, est un juriste américain devenu brièvement le premier procureur général des Fidji.

## Biographie
Avocat (attorney), il devient juge aux hautes cours de l'Illinois puis s'établit en Californie et s'y spécialise en droit minier durant la ruée vers l'or de 1848-1856. Il voyage dans de nombreux pays étrangers, et vit un temps aux Fidji. En 1871, il est élu représentant de la région de Nadroga à l'assemblée chargée par le roi fidjien Ratu Seru Cakobau d'approuver un projet de constitution pour l'archipel. Il devient membre du groupe de délégués d'opposition au gouvernement, qui tentent sans succès d'empêcher son adoption. En octobre, il devient le président du Parti constitutionnel, parti d'opposition au gouvernement du Premier ministre Sydney Burt.
En janvier 1872, néanmoins, le roi Cakobau le persuade d'accepter le poste de procureur général dans le gouvernement de Sydney Burt,. Robert Hamilton n'exerce toutefois cette fonction que brièvement, Burt et son gouvernement démissionnant en mai. De retour aux États-Unis, il meurt à Poughkeepsie à l'âge de 84 ans. 